# Мері Мітфорд
Ме́рі Ра́селл Мі́тфорд (англ. Mary Russell Mitford; *16 грудня 1787, м. Алресфорд, Гемпшир — †10 січня 1855, м. Редінг, Беркшир) — англійська письменниця, поетеса. Відома своїми творами з дитячої літератури, романтичними поемами та нарисами з провінційного життя Англії.

## Біографія
Мері Мітфорд народилася в місті Алресфорд, графство Гемпшир. Більшу частину життя прожила з батьком, лікарем Джорджем Мітфордом, який через марнотратство швидко витратив сімейні кошти та маєтки. Попри це, вважала батька своїм натхненням.
Була знайома з кількома відомими англійськими письменниками та поетами і у своїй творчості часто надихалася їх мотивами та стилем.
Її першим доробком були поеми, а також п'єси, які ставилися на сценах лондонських театрів. Марнотратство батька змусило Мері Мітфорд писати і прозаїчні твори, аби матеріально підтримати сім'ю, але вони виявилися більш вдалими та популярними за її поетичні збірки. Її головним і найуспішнішим твором була збірка «Наше село» (англ. Our Village), куди увійшли нариси з життя містечка, де вона мешкала.
Після смерті батька Мітфорд переїхала до м. Редінг, де продовжила писати романи та дитячу літературу.
10 січня 1855 року Мері Мітфорд потрапила у аварію і загинула.